# Польское геронтологическое общество
Польское геронтологическое общество (пол. Polskie Towarzystwo Gerontologiczne) — польское научное общество, основанное в 1973 году.
Согласно Уставу, целью Общества является поддержка и развитие наук в области геронтологии, а также продвижение вопросов социальной, клинической и теоретической геронтологии.
В состав Общества входят 14 территориальных филиалов и 2 научные секции — секция экспериментальной геронтологии и секция реабилитации.
Официальным печатным органом Общества является научный журнал «Gerontologia Polska».
Общество является членом «Международной ассоциации геронтологии и гериатрии» (англ. International Association of Gerontology and Geriatrics).
Председателем Общества является доктор медицинских наук, профессор Katarzyna Wieczorowska-Tobis.
Актуальная информация о деятельности Общества публикуется на сайте www.gerontologia.org.pl.